# Groot Henar
Groot Henar – miasto w Surinamie, w dystrykcie Nickerie.